# Kazimierz Łojan
Jan Kazimierz Łojan (ur. 29 grudnia 1931 w Żytowiecku, zm. 18 stycznia 1992 w Poznaniu) – polski dziennikarz, publicysta, satyryk, autor tekstów piosenek. 

## Życiorys
Studiował filozofię i polonistykę na Katolickim Uniwersytecie Lubelskim. Absolwent Wydziału Filologii Polskiej Uniwersytet im. Adama Mickiewicza w Poznaniu. W czasie studiów zadebiutował jako założyciel amatorskich teatrzyków studenckich. W latach 1952–1958 był kierownikiem oraz współtwórcą Studenckiego Teatru Satyryków w Lublinie. Pisał teksty dla kabaretów Alabama i Mikroform, współpracował także jako autor z Teatrem Gong 2. W 1959 roku współorganizował lubelski kabaret Czart z którym występował i dla którego tworzył własne programy. W roku 1960 związał się z redakcją literacką Polskiego Radia Lublin. Jest autorem jego audycji satyryczno-muzycznych, m.in. „Dobry wieczór”, „Z anteną na bakier”, „Kto się z czego śmieje”. Organizował i prowadził estradowe programy dla młodzieży z cyklu „Spotkania z piosenką”, w których zadebiutowali m.in. Elżbieta Igras i Piotr Szczepanik. W 1968 roku nawiązał współpracę z Kazimierzem Grześkowiakiem, tworząc dla niego repertuar estradowy i płytowy, a także satyryczno-muzyczną Silną Grupę pod Wezwaniem. Również w okresie lubelskim napisał tekst pastorałki Przyjaciele moi na płytę Msza beatowa „Pan przyjacielem moim” Czerwono-Czarnych, a także tekst do piosenki wczesnej Budki Suflera, nagranej w rozgłośni lubelskiej wiosną 1970 roku (utwór nie zachował się w archiwum). W roku 1973 przeniósł się do Poznania, tam do roku 1992 był kierownikiem literackim Estrady Poznańskiej. Współpracował z kabaretem „Przesiadka” i krakowskim „Kurierkiem”, a także z Polskim Radiem Poznań i TVP3 Poznań. Jest autorem wielu publikacji, felietonów i małych form literackich drukowanych w prasie, cyklów bajek muzycznych dla dzieci: W Karzełkowie (muz. Zbigniew Górny), Najpiękniejsze bajki świata (muz. A. Borowski), Dziecko potrafi oraz tekstów piosenek m.in. dla takich wykonawców, jak: Andrzej i Eliza, Hanna Banaszak, Banda i Wanda, Tadeusz Chyła, Krystyna Giżowska, Grażyny Łobaszewskiej, Jerzego Rybińskiego, Homo Homini, czy Turbo.

## Ciekawostki
Kazimierz Łojan jest autorem słów do utworu skomponowanego z okazji pierwszej edycji studenckich Kozienaliów, które miały miejsce w październiku 1959 roku w Lublinie. Muzykę skomponował Ryszard Schreiter. W dniu korowodu Kurier Lubelski opublikował treść wraz z dopiskiem, by ową piosenkę wyciąć i zabrać na pochód. Hymn Kozienaliów zaczynał się od słów: Czapka studencka, zniszczona – bordowa z niebieskim paskiem....

## Nagrody
- Nagroda młodych w konkursie literackim w Lublinie (1951),
- Nagroda TVP na VIII Krajowym Festiwalu Piosenki Polskiej w Opolu (1970) za piosenkę To je moje,
- III nagroda koncertu „Premiery” na XVI Krajowy Festiwal Piosenki Polskiej w Opolu (1978) za piosenkę Zwierciadło czasu.

## Wybrane teksty piosenek
- Barmanka
- Citron reggae
- Chłop żywemu nie przepuści
- Druh – kumpel
- Ile mamy czasu
- Jak się uprę
- Żegnaj, baj, baj
- Na peronie numer 3
- Nasz najpiękniejszy dzień
- Panny z Cicibora
- Pola złociste
- Powroty o zmierzchu
- Poznań, wiosna i my
- Przekażmy sobie znak pokoju
- Przyjaciele moi[1]
- Superstar na Hondzie
- Tęczowy pejzaż
- To je moje
- To właśnie my
- W Karzełkowie
- W Karzełkowie wielka susza
- Zaczekaj, jeszcze zdążysz
- Zimowy pejzaż z kwiatem
- Zwierciadło czasu